# Víctor Manoli
 Víctor Manuel Manoli Nazal (Angol, Chile, 1955) es un empresario de transportes, político chileno. Entre julio de 2021 y marzo de 2022 se desempeñó como Delegado Presidencial de la Región de La Araucanía, bajo el Segundo gobierno de Sebastián Piñera.

## Vida personal
Está casado con Gabriela Sanhueza Romero y son padres de dos hijas.
El 22 de marzo de 2020 un examen arrojó positivo para COVID-19 durante la Pandemia de enfermedad por coronavirus de 2019-2020, mismo resultado que tuvieron los seremis de Salud y Deportes de la región.

## Carrera empresarial
Junto a Claudio Gustavo Adolfo Ortega. Manoli creó algunas empresas, durante la década de los 90, las que luego fue disolviendo, aunque todas relacionadas con el rubro del transporte. En el año 2000, Adolfo, junto con el, conformó la empresa Cercoman Limitada.
En septiembre de 2005, Manoli formó la sociedad de inversiones Cancura Limitada, la que actualmente tiene como socio a Miguel Segundo Cerda Valenzuela. El mismo año conformó, junto a una de sus hijas, Manoli y Cia Ltda., empresa de transportes constituida en Angol.  Con el transcurso del tiempo, fue aumentando su flota hasta incorporar a cuatro empresas sub-contratistas que prestan servicios a Forestal Mininco y Bosques Cautín S.A. : Transportes y Maquinarias Gerardo Cerda EIRL, Victor Manoli Nazal y Compañía Limitada, Gerardo Cerda Valenzuela Transporte y Forestal EIRL y FRC Servicios Transporte Forestales EIRL.
En 2011, formó la Sociedad de Inversiones Rehue Limitada, junto a Francisco Javier Ruiz Corvalán y Gerardo Andrés Cerda Valenzuela. En la constitución de esta sociedad se señala como objeto de la empresa la realización de “servicios forestales integrales”, la compraventa y arriendo “de predios de aptitud agrícola o forestal”, además de la compraventa de “maderas en cualquier forma y tipo, su elaboración, procesamiento, su comercialización en el mercado nacional y exportación”, entre otras cosas.
También ha sido dirigente de Malleco Unido y deportista en la disciplina del básquetbol.

## Carrera política
Víctor Manoli es de Angol, ciudad en donde ha desarrollado su vida política. En 2012, aspiró a la alcaldía, sin éxito. Fue presidente comunal de Renovación Nacional (RN) y vicepresidente del mismo partido.
Además, forma parte de la corporación Círculo de Amigos de Carabineros, llegando a ser presidente de la corporación. También fue integrante del primer CODECO en representación de Organizaciones Comunitarias.
En 2018, asumió como gobernador de Malleco, como parte del segundo gobierno de Sebastián Piñera. Anteriormente llegó a ocupar importantes cargos, entre ellos el de gobernador subrogante. El 19 de diciembre de 2019, asumió como intendente de la Región de la Araucanía, tras la renuncia de Jorge Atton.
El 22 de julio de 2024 confirmó la inscripción de su candidatura independiente, tras renunciar a Renovación Nacional, a la alcaldía de Angol, tras superar el mínimo de patrocinios exigidos por el servicio electoral.